# Fuxin
Fuxin (chinois : 阜新市 ; pinyin : Fùxīn shì) est une ville-préfecture de la province du Liaoning, au nord-est de la Chine. Elle compte plus d'un million d'habitants.

## Géographie
Fuxin est située au nord-ouest de Shenyang, la capitale de la province.

## Économie
Fuxin est un centre minier important, dans une région rurale majoritairement agricole.
L'économie de la ville souffre de reposer essentiellement sur l'exploitation des mines de charbon. Or la pénurie des ressources houillères a pour conséquence l'apparition d'un grand nombre de chômeurs et de citadins pauvres.

## Éducation
L'Université de technologie du Liaoning est située à Fuxin.

## Transports
Fuxin est desservie par l'autoroute nationale 101, reliant Beijing à Shenyang.

## Actualité
Fuxin a été tristement médiatisée une première fois à la suite d'un grave accident dans la mine Sunjiawan le 14 février 2005. Une explosion souterraine a fait environ 214 morts parmi les mineurs, ce qui en fait le plus grave accident minier de ces 15 dernières années en Chine. Il s'agissait d'un coup de grisou ayant eu lieu à 15h50 heure locale, à 242 m. sous terre, quelques minutes après qu'un tremblement de terre fut ressenti sur les lieux.
Le 28 juin 2006, une nouvelle explosion dans une mine du même groupe d'exploitation minière à Fuxin a fait 21 morts et 36 blessés.

## Subdivisions administratives
La ville-préfecture de Fuxin exerce sa juridiction sur sept subdivisions - cinq districts, un xian et un xian autonome :
- le district de Haizhou - 海州区 Hǎizhōu Qū ;
- le district de Xinqiu - 新邱区 Xīnqiū Qū ;
- le district de Taiping - 太平区 Tàipíng Qū ;
- le district de Qinghemen - 清河门区 Qīnghémén Qū ;
- le district de Xihe - 细河区 Xìhé Qū ;
- le xian de Zhangwu - 彰武县 Zhāngwǔ Xiàn ;
- le xian autonome mongol de Fuxin - 阜新蒙古族自治县 Fùxīn měnggǔzú Zìzhìxiàn.